# VIII Congresso Olimpico
Il VIII Congresso Olimpico venne organizzato dal Comitato Olimpico Internazionale dal 29 maggio al 4 giugno 1925 a Praga, in Repubblica Ceca.

## Sviluppo
Nel 1925, in base a quanto deciso con il VII Congresso Olimpico, venne organizzata una riunione generale l'anno successivo i Giochi della VIII Olimpiade. Dato che Pierre de Coubertin aveva annunciato il suo ritiro dalla carica di presidente del CIO dopo 39 anni in carica, il giorno prima dell'inizio delle discussioni si tennero le elezioni, vinte dal nobile belga Henri de Baillet-Latour. Fu scelta Praga come sede del Congresso proprio perché de Coubertin, che rimase in carica fino al novembre di quell'anno, ebbe sempre una predilezione speciale per questa città. Per il suo ultimo Congresso Olimpico, organizzato da Jiří Guth-Jarkovský,il barone francese decise di tornare a discutere delle tematiche a lui più care, come il ruolo dello sport nella società e l'aspetto educativo dell'esercizio atletico; il meeting ebbe anche lo scopo di presentare di fatto una degna cornice per il commiato del fondatore dei Giochi olimpici.
Per la prima volta si svolse un doppio congresso, uno pedagogico e uno tecnico, che si tennero indipendentemente l'uno rispetto all'altro. Il convegno di stampo educativo durò un solo giorno, il 29 maggio 1925, e fu anche un riconoscimento all'impegno di de Coubertin, da sempre particolarmente impegnato su questo tema, che dunque si dedicò solo a questo dibattito e sviluppò attivamente varie proposte. Questo incontro ebbe come tema i "problemi pedagogici nello sport moderno" e ricevette poca attenzione anche tra i delegati, dibattendo comunque di risoluzioni relative alla partecipazione dei giovani alle competizioni olimpiche, alla rinascita dell'antico ginnasio e alla richiesta di suggerire alla stampa sportiva di prestare maggiore attenzione alle questioni pedagogiche, anche se le risoluzioni approvate non ebbero alcun impatto pratico, lasciando deluso il barone francese.
Avviato in contemporanea all'altro meeting, il congresso tecnico fu diretto da Sigfrid Edström, presidente dell'International Association of Athletics Federations, e vide la partecipazione di 94 delegati, di cui 27 membri del Comitato Olimpico Internazionale, 24 rappresentanti dei comitati olimpici nazionali e 17 delle federazioni sportive internazionali. Le discussioni si tennero nella capitale boema, in particolare nella sede della Sokol (29-30 maggio), nel Museo Nazionale (31 maggio e 4 giugno) e al municipio di Praga (1-3 giugno). Questo convegno ebbe come tema di base il "regolamento e programma olimpico" e vide la salda intesa tra CIO, comitati olimpici nazionali e le federazioni sportive internazionali e continuò il dibattito del precedente Congresso Olimpico.
Durante le discussioni, che ebbero modo di trattare temi come il giuramento olimpico, la riduzione del programma olimpico e aspetti logistici relativi alle Olimpiadi, ci si concentrò in particolare sul problema del termine "dilettante"; sebbene i Congressi precedenti avessero lasciato alle singole federazioni sportive la propria definizione basandosi sui rispettivi regolamenti, il confronto si risolse con un compromesso lasciando sostanzialmente la questione irrisolta. Il CIO pose delle condizioni minime affinché un dilettante potesse partecipare ai Giochi olimpici: "dalla partecipazione ai Giochi sono esclusi i professionisti o coloro che hanno consapevolmente agito come tali in un qualsiasi sport e coloro privi di un'occupazione lavorativa che hanno ricevuto una retribuzione per praticare sport". Si propose poi di limitare i Giochi olimpici nell'arco di due settimane, a differenza di quanto si faceva in passato in cui le competizioni potevano durare alcuni mesi, e di catalogare gli sport in permanenti e temporanei, similmente a quanto avveniva in passato con la differenza tra discipline obbligatori e facoltative. Per ogni competizione poi vi venne fissato il limite massimo di quattro partecipanti per ogni nazione.